# Micropterix islamella
Micropterix islamella és una espècie d'arna de la família Micropterigidae. Va ser descrita per Amsel, l'any 1935.
És una espècie endèmica de Palestina.